# フランシスコ・リベラ
フランシスコ・リベラ（Francisco Rivera、1981年10月8日 - ）は、アメリカ合衆国の男性総合格闘家。カリフォルニア州ウィッティア出身。ユナイテッドMMA所属。

## 来歴
ブエナパーク高校からオレンジコースト大学までサッカー部に所属。足を骨折して引退後に総合格闘技を始め、2008年にプロ総合格闘技デビュー。
2010年11月11日、WEC初出場となったWEC 52でエリック・コクと対戦し、パウンドでTKO負けを喫した。
2011年6月4日、UFC初出場となったThe Ultimate Fighter 13 Finaleでルーベン・デュランと対戦し、リアネイキドチョークで一本負け。1試合でUFCからリリースされた。

### UFC復帰
2012年5月15日、1年ぶりにUFCと再契約してUFC on Fuel TV 3でアレックス・ソトと対戦し、3-0の判定勝ちを収めた。
2012年7月21日、UFC 149でローランド・デロームと対戦し、パウンドでKO勝ち。試合後の薬物検査で禁止薬物であるエフェドリンの陽性反応が検出されたため、カルガリー格闘技スポーツ・コミッションから90日間の出場停止処分を受け、試合結果もノーコンテストに変更された。
2014年5月24日、UFC 173でバンタム級ランキング6位の水垣偉弥と対戦し、0-3の判定負けを喫した。
2014年12月6日、UFC 181でバンタム級ランキング3位のユライア・フェイバーと対戦し、ブルドッグチョークで一本負け。試合後、リベラがチョークの前にフェイバーによる反則のサミングがあったとレフェリーの裁定を不服とし、ネバダ州アスレチック・コミッションへ提訴したが審議の結果、提訴は退けられた。
2015年9月5日、UFC 191でジョン・リネカーと対戦し、ギロチンチョークで一本負け。ファイト・オブ・ザ・ナイトを受賞した。
2016年7月30日、UFC 201でエリック・ペレスと対戦し、判定負け。
米国アンチドーピング機関（USADA）が2016年7月23日に実施した競技外抜き打ち検査で、リベラからクレンブテロールの陽性反応が検出されたが、リベラはメキシコ旅行で食べた肉が原因と主張した。しかしUSADAは調査した結果、リベラから検出されたクレンブテロールの量は、クレンブテロールに汚染された肉のレベルを超えるものと結論付けた。このためリベラは仲裁に提訴したが、リベラが提出した証拠が改ざんされたものと判明したため、独立仲裁人は、出場停止期間を延長し、2018年1月19日にリベラに4年間の出場停止処分を科した。その後リベラはUFCからリリースされた。

## 戦績
| 総合格闘技 戦績 | 総合格闘技 戦績 | 総合格闘技 戦績 | 総合格闘技 戦績 | 総合格闘技 戦績 | 総合格闘技 戦績 | 総合格闘技 戦績 |
| --------------- | --------------- | --------------- | --------------- | --------------- | --------------- | --------------- |
| 25 試合         | (T)KO           | 一本            | 判定            | その他          | 引き分け        | 無効試合        |
| 15 勝           | 10              | 0               | 5               | 0               | 0               | 1               |
| 9 敗            | 2               | 3               | 4               | 0               | 0               | 1               |

| 勝敗 | 対戦相手                     | 試合結果                             | 大会名                                                                     | 開催年月日     |
| ○    | 石原夜叉坊                   | 5分3R終了 判定3-0                    | UNF                                                                        | 2022年8月20日  |
| ×    | ジョン・ドッドソン           | 5分3R終了 判定0-3                    | XMMA 4: Black Magic                                                        | 2022年4月2日   |
| ×    | デビッド・マルティネス       | 2R 0:17 KO（ハイキック→パウンド）    | Combate Global: Bantamweight Tournament 【バンタム級トーナメント決勝】     | 2021年5月29日  |
| ○    | ノエリン・ヘルナンデス       | 5分3R終了 判定3-0                    | Combate Global: Bantamweight Tournament 【バンタム級トーナメント準決勝】   | 2021年5月29日  |
| ○    | アダム・マルティネス         | 1R 2:39 KO (パンチ)                  | Combate Global: Bantamweight Tournament 【バンタム級トーナメント準々決勝】 | 2021年5月29日  |
| ○    | ライアン・ライリー           | 1R 4:03 TKO（パンチ連打）            | XMMA: Vick vs Fialho                                                       | 2021年1月30日  |
| ×    | エリック・ペレス             | 5分3R終了 判定0-3                    | UFC 201: Lawler vs. Woodley                                                | 2016年7月30日  |
| ×    | ブラッド・ピケット           | 5分3R終了 判定1-2                    | UFC Fight Night: Silva vs. Bisping                                         | 2016年2月27日  |
| ×    | ジョン・リネカー             | 1R 2:08 ギロチンチョーク             | UFC 191: Johnson vs. Dodson 2                                              | 2015年9月5日   |
| ○    | アレックス・カサレス         | 1R 0:21 KO（左フック→パウンド）      | UFC Fight Night: Boetsch vs. Henderson                                     | 2015年6月6日   |
| ×    | ユライア・フェイバー         | 2R 1:34 ブルドッグチョーク           | UFC 181: Hendricks vs. Lawler 2                                            | 2014年12月6日  |
| ×    | 水垣偉弥                     | 5分3R終了 判定0-3                    | UFC 173: Barao vs. Dillashaw                                               | 2014年5月24日  |
| ○    | ジョージ・ループ             | 2R 2:20 TKO（スタンドパンチ連打）    | UFC: Fight for the Troops 3                                                | 2013年11月6日  |
| ○    | エドウィン・フィゲロア       | 2R 4:20 TKO（スタンドパンチ連打）    | UFC 156: Aldo vs. Edgar                                                    | 2013年2月2日   |
| －   | ローランド・デローム         | ノーコンテスト（薬物検査失格）       | UFC 149: Faber vs. Barao                                                   | 2012年7月21日  |
| ○    | アレックス・ソト             | 5分3R終了 判定3-0                    | UFC on Fuel TV 3: Korean Zombie vs. Poirier                                | 2012年5月15日  |
| ○    | アントニオ・ドゥアルテ       | 1R 1:15 KO（パンチ連打）             | TPF 12: Second Coming                                                      | 2012年3月9日   |
| ○    | ブラッド・マクドナルド       | 1R 0:40 KO（右ストレート→パウンド）  | TPF 11: Redemption                                                         | 2011年12月2日  |
| ×    | ルーベン・デュラン           | 3R 1:57 リアネイキドチョーク         | The Ultimate Fighter 13 Finale                                             | 2011年6月4日   |
| ×    | エリック・コク               | 1R 1:36 TKO（左ハイキック→パウンド） | WEC 52: Faber vs. Mizugaki                                                 | 2010年11月11日 |
| ○    | フェルナンド・バーンスタイン | 1R 0:30 TKO（パンチ連打）            | Called Out MMA 2                                                           | 2010年1月24日  |
| ○    | アーロン・アラーナ           | 5分3R終了 判定2-0                    | Called Out MMA 1                                                           | 2009年8月15日  |
| ○    | ジョニー・ゴメス             | 5分3R終了 判定3-0                    | Call To Arms 1                                                             | 2009年5月16日  |
| ○    | クリス・ドラム               | 1R 0:46 KO（パンチ連打）             | California Xtreme Fighting                                                 | 2008年10月30日 |
| ○    | レイ・コックス               | 1R 0:52 KO（パンチ連打）             | California Xtreme Fighting: Uprising in Upland                             | 2008年6月14日  |

## 表彰
- UFC ファイト・オブ・ザ・ナイト（1回）